# مرتضی‌قلی‌خان صمصام
مرتضی‌قلی‌خان صمصام (زاده ۱۲۵۵ منطقه بختیاری - درگذشته ۲۷ خرداد ۱۳۳۰ تهران) از رجال اواخر دوره قاجار و دوران پهلوی و از سران ایل بختیاری بود، که در دوره دوم مجلس شورای ملی، به‌عنوان نماینده اصفهان در مجلس حضور داشت و از ۱۲۸۹ تا ۱۲۹۰ نایب رئیس مجلس بود. وی فرزند نجفقلی‌خان صمصام‌السلطنه (رئیس‌الوزرای ایران در دورهٔ قاجار) و نوه دختری رضاقلی‌خان ایل‌بیگی است.

## زندگی
مرتضی‌قلی‌خان در سال ۱۲۵۵ در منطقه بختیاری، در خانواده‌ای بانفوذ از ایل بختیاری زاده شد. وی تنها فرزند پسر نجفقلی‌خان صمصام‌السلطنه (رئیس‌الوزرای ایران در دورهٔ قاجار) و بی‌بی صاحب‌جان، نوه حسین‌قلی‌خان ایلخانی و نوه دختری رضاقلی‌خان ایل بیگی بود. وی آخرین ایلخانی بختیاری و یکی از آخرین سران بانفوذ ایل بختیاری بود، که در زمان زمام‌داری رضا شاه و محمدرضا شاه پهلوی نقش‌های سیاسی مهمی در منطقه نفت‌خیز بختیاری ایفا کرد. او از رهبران شورش عشایر فارس در سال ۱۳۲۵ بود.
مرتضی‌قلی‌خان پس از سقوط استبداد صغیر در دوره دوم مجلس شورای ملی با رأی نمایندگان به جای وثوق‌الدوله که به دولت رفته بود، به نمایندگی انتخاب شد. در مجلس رهبر حزب اعتدال بود، که در مجلس دوم اکثریت را در دست داشتند و پس از استعفای سید نصرالله اخوی از نایب رئیسی مجلس، در یازدهم بهمن ۱۲۸۹ به جای او انتخاب شد. پس از یک سال نمایندگی در شانزدهم فروردین ۱۲۹۰ و در حالی که دو روز پیشتر بار دیگر در مقام نیابت رئیس ابقا شده بود استعفا کرد.
مرتضی‌قلی‌خان از سال ۱۳۰۴ تا ۱۳۲۴ نخست ایل بیگی، سپس ایلخانی بختیاری بود، تا اینکه در سال ۱۳۱۲ عنوان‌های ایل بیگی و ایلخانی ملغی و ناحیه بختیاری در سال ۱۳۱۶ میان دو استان اصفهان و خوزستان تقسیم شد و فرمانداری چهارمحال و بختیاری به وجود آمد، که تابع اصفهان بود.

## شورش در جنوب
مرتضی‌قلی‌خان صمصام در سال ۱۳۲۲ فرماندار چهارمحال و بختیاری شد و بنای تمرد از دولت مرکزی گذاشت. دهبانان را برکنار کرد، مخالفانش را به زندان انداخت و اخذ وجوهی از مردم را که به رسوم عشایری معروف بود دوباره برقرار ساخت. از کار مأموران مالیاتی و ژاندارمری جلوگیری کرد و به تسلیح عشایر پرداخت. این اقداماتش باعث شد تقی فداکار نماینده اصفهان دولت صدرالاشراف را استیضاح کند اما پیش از طرح استیضاح، دولت استعفا داد.
مرتضی‌قلی‌خان که با خواهر صولت الدوله قشقایی ایلخانی ایل قشقایی ازدواج کرده بود، در سال ۱۳۲۵ در کنار قشقایی‌ها، از رهبران شورش عشایری فارس شد که به نهضت جنوب معروف است. این شورش به تحریک انگلیسی‌ها و برای جداکردن استان‌های ایل‌نشین جنوبی درگرفت که به ترمیم دولت احمد قوام (قوام السلطنه) نخست‌وزیر وقت منجر شد. مرتضی‌قلی‌خان که بر اثر مخالفت عموزاده و رقیبش ابوالقاسم‌خان بختیار از ایلخانی برکنار شده بود، از آن پس از هرگونه فعالیت سیاسی کناره‌گیری کرد.